# 31928 Limzhengtheng
31928 Limzhengtheng este un asteroid din centura principală de asteroizi.

## Descriere
31928 Limzhengtheng este un asteroid din centura principală de asteroizi. A fost descoperit pe 5 aprilie 2000 la Socorro, New Mexico, în cadrul proiectului LINEAR. Asteroidul prezintă o orbită caracterizată de o semiaxă mare de 2,24 ua, o excentricitate de 0,08 și o înclinație de 1,3° în raport cu ecliptica.